# Charles Grant (Footballspieler, 1978)
Charles Gabriel Grant (* 3. September 1978 in Colquitt, Georgia) ist ein ehemaliger US-amerikanischer American-Football-Spieler auf der Position des Defensive Ends. Er spielte acht Jahre für die New Orleans Saints in der National Football League (NFL) und gewann mit ihnen den Super Bowl XLIV.

## Schulzeit
Grant besuchte zunächst die Hargrave Military Academy im Miller County, an der er drei Jahre lang Football spielte und sowohl in der Defense, als auch in der Offense eingesetzt wurde. Nach seinem Wechsel an die University of Georgia spielte er bei den Bulldogs, dem College-Football-Team der Universität, sowohl als Fullback wie auch als Defensive End.

## NFL
Im Jahr 2002 wurde Grant in der ersten Runde des NFL Drafts als 25. Spieler von den New Orleans Saints ausgewählt, für die er bis 2009 spielte. Das Draftrecht mit dem die Saints Grant auswählten erhielten sie einen Monat zuvor von den Miami Dolphins im Tausch für Runningback Ricky Williams. Schnell wurde Grant ein fester Bestandteil der Defense der Saints, in der er gemeinsam mit Will Smith ein gefürchtetes Duo darstellte. In seinen ersten vier Jahren in der NFL erzielte Grant 30 Sacks, mehr als jeder andere Spieler der Saints in diesem Zeitraum. Seinen einzigen Touchdown erzielte er 2002 durch einen 34-Yards-Fumble-Return gegen die Carolina Panthers.
Nach der Saison 2009 gewannen die Saints den Super Bowl XLIV mit 31:17 gegen die Indianapolis Colts. Grant kam in den Play-offs und im Super Bowl jedoch verletzungsbedingt nicht zum Einsatz, nachdem er sich in Woche 17 der Regular Season den Trizeps riss.
Nach dieser Saison wurde er von den Saints entlassen und unterschrieb am 28. Juli 2010 einen Zweijahresvertrag über 4,5 Millionen US-Dollar bei den Miami Dolphins. Doch bereits am 5. September 2010 entließen die Dolphins Grant wieder.
Danach spielte er für zwei Spiele in der United Football League (UFL) für die Omaha Nighthawks, bevor die Chicago Bears ihn am 5. Oktober 2010 wieder in der NFL unter Vertrag nahmen. Doch auch bei den Bears wurde er nach kurzer Zeit bereits am 19. Oktober 2010 wieder entlassen, ohne für sie zum Einsatz zu kommen.